# Großer Pit
Der Große Pit (russisch Большой Пит, Bolschoi Pit) ist ein 415 Kilometer langer rechter Nebenfluss des Jenissei im Mittelsibirischen Bergland in Russland.

## Verlauf
Der Große Pit entspringt in etwa 550 m Höhe über dem Meeresspiegel im Westteil des Mittelsibirischen Berglands, östlich des Jenisseirückens und etwa 110 km südöstlich der Goldsuchersiedlung Sewero-Jenisseiski, unweit der Quelle des Welmo, eines bedeutenden linken Nebenflusses der Steinigen Tunguska. Nach gut 15 km nimmt er von links den Kleinen Pit (Maly Pit) auf. Er durchfließt weiter die Taigalandschaft des Mittelgebirges in südwestlichen Richtungen und durchschneidet dabei die Achse des in diesem Abschnitt 500–700 m hohen Jenisseirückens in einem relativ engen Durchbruchstal. Danach wendet sich der Fluss auf den letzten gut 100 km seines Laufes nach Nordwesten und mündet schließlich in 61 m Höhe 5 km unterhalb des Dorfes Ust-Pit in den Jenissei.
Die bedeutendsten Nebenflüsse sind Tschirimba, Panimba, Weduga, Lendacha und Kamenka von links sowie Gorbilok und Suchoi Pit („Trockener Pit“) von links.
Auf seiner gesamten Länge durchfließt der Große Pit das Territorium der Region Krasnojarsk, vorwiegend den Südosten des Rajon Sewero-Jenisseiski. Nur Unterlauf und Mündung liegen bereits auf dem Territorium des Rajon Jenisseisk.

## Hydrographie
Das Einzugsgebiet des Großen Pit umfasst 21.700 km². In Mündungsnähe erreicht der Fluss eine Breite von etwa 250 m bei einer Tiefe bis 1,5 m; die Fließgeschwindigkeit beträgt hier 1,2 m/s.
Der Große Pit gefriert von Mitte November bis Mitte Mai. Die Wasserführung beträgt 119 km oberhalb der Mündung, bei der Einmündung des Zuflusses Suchoi Pit im Jahresdurchschnitt 204 m³/s bei einem Minimum von 30,1 m³/s im März und einem Maximum von 748 m³/s im Mai.

## Infrastruktur und Wirtschaft
Der Große Pit ist auf 183 km ab der Siedlung Brjanka schiffbar. In Brjanka überquert wird der Fluss auch von der einzigen Brücke überquert. Über diese verläuft die Straße, die das rechte Jenissei-Ufer gegenüber den Städten Lessosibirsk und Jenisseisk (Brücken über den Jenissei existieren dort nicht) mit Sewero-Jenisseiski und dem umliegenden Goldbergbaugebiet im Bereich des Welmo-Nebenflusses Teja und dessen Zufluss Jenaschimo weiter nördlich im Rajon verbindet.
Insgesamt durchfließt der Große Pit sehr dünn besiedeltes Gebiet: neben Brjanka und Ust-Pit am rechten Jenissei-Ufer unweit der Mündung gibt es nur eine weitere kleine Siedlung, Pit-Gorodok am Mittellauf.